# Mercedes-Benz Econic

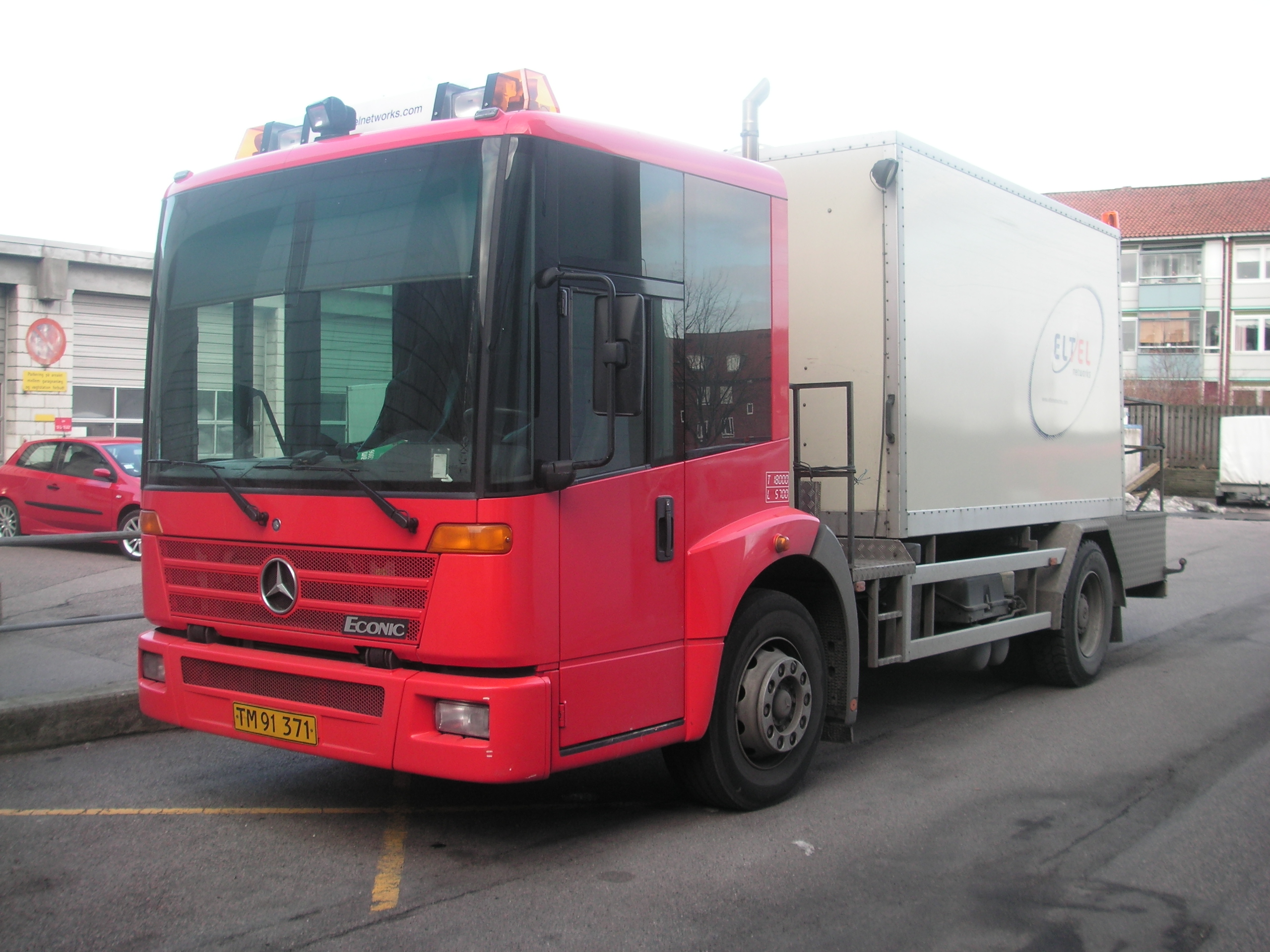
Mercedes Econic

De Mercedes-Benz Econic is een vrachtwagentype van het Duitse merk Mercedes-Benz.
Het model Econic is het lichtste type van Mercedes-Benz en richt zich vooral op gespecialiseerde toepassingen, voornamelijk binnen de bebouwde kom, zoals voor huisvuilinzameling. De serie is ook zeer geschikt voor speciale toepassingen, zoals brandweer- en luchthavendiensten. De cabine, bijzonder laag op het chassis geplaatst, is ontworpen met speciale kenmerken zoals lage vloer en een automatische vouwdeur aan de bijrijderszijde. Het model heeft een type cabine die leverbaar is in twee uitvoeringen: een hoge en een lage cabine. De lage cabine kan met een topsleeper worden uitgevoerd.
De cabine, met een aluminium space frame, is ontworpen door de Nederlandse firma Duvedec en wordt gebouwd door de Duitse firma Sachsenring AG in Zwickau. In 2006 kreeg de cabine een facelift.
De Econic is zo uitgevoerd dat hij zeer milieuvriendelijk en stil kan opereren, waardoor het voldoet aan de hoogste milieu-eisen. De voertuigen zijn leverbaar van 18 tot 26 ton en worden aangedreven door een 6 cilinder-lijnmotor met turbo en intercooler, automatische versnellingsbak, en zelfs een aardgasmotor. Mercedes-Benz presenteerde op de IAA Bedrijfswagens in 2008 in Hannover een conceptstudie van de "Econic NGT Hybrid", die de hybrideaandrijving combineert met aardgas. Volgens berekeningen van de fabrikant zouden hierdoor, in vergelijking met diesel, tot 60 % van de brandstofkosten bespaard kunnen worden.
De tienduizendste Econic-truck werd geproduceerd in februari 2011.

## Afbeeldingen

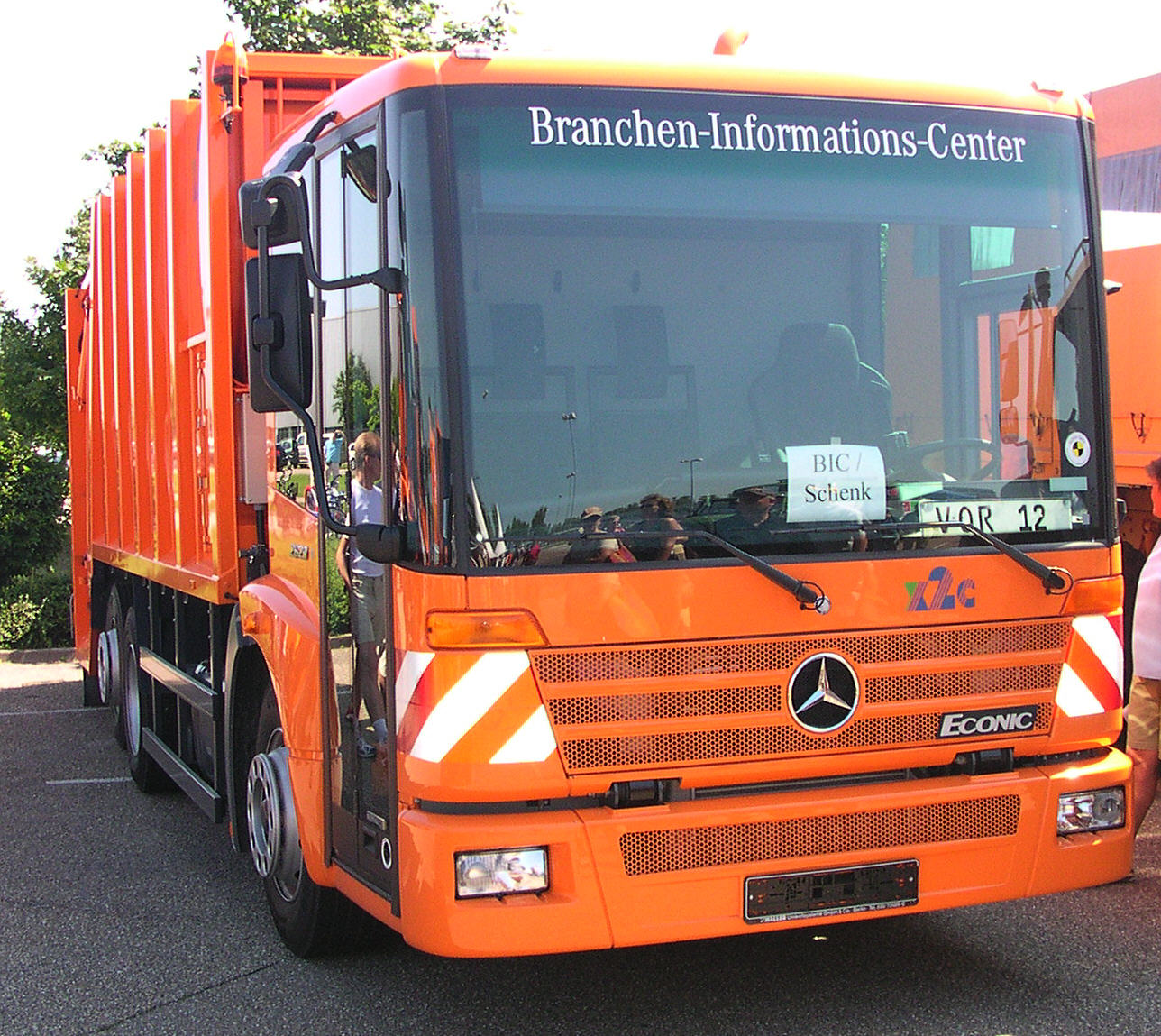
Econic vuilniswagen
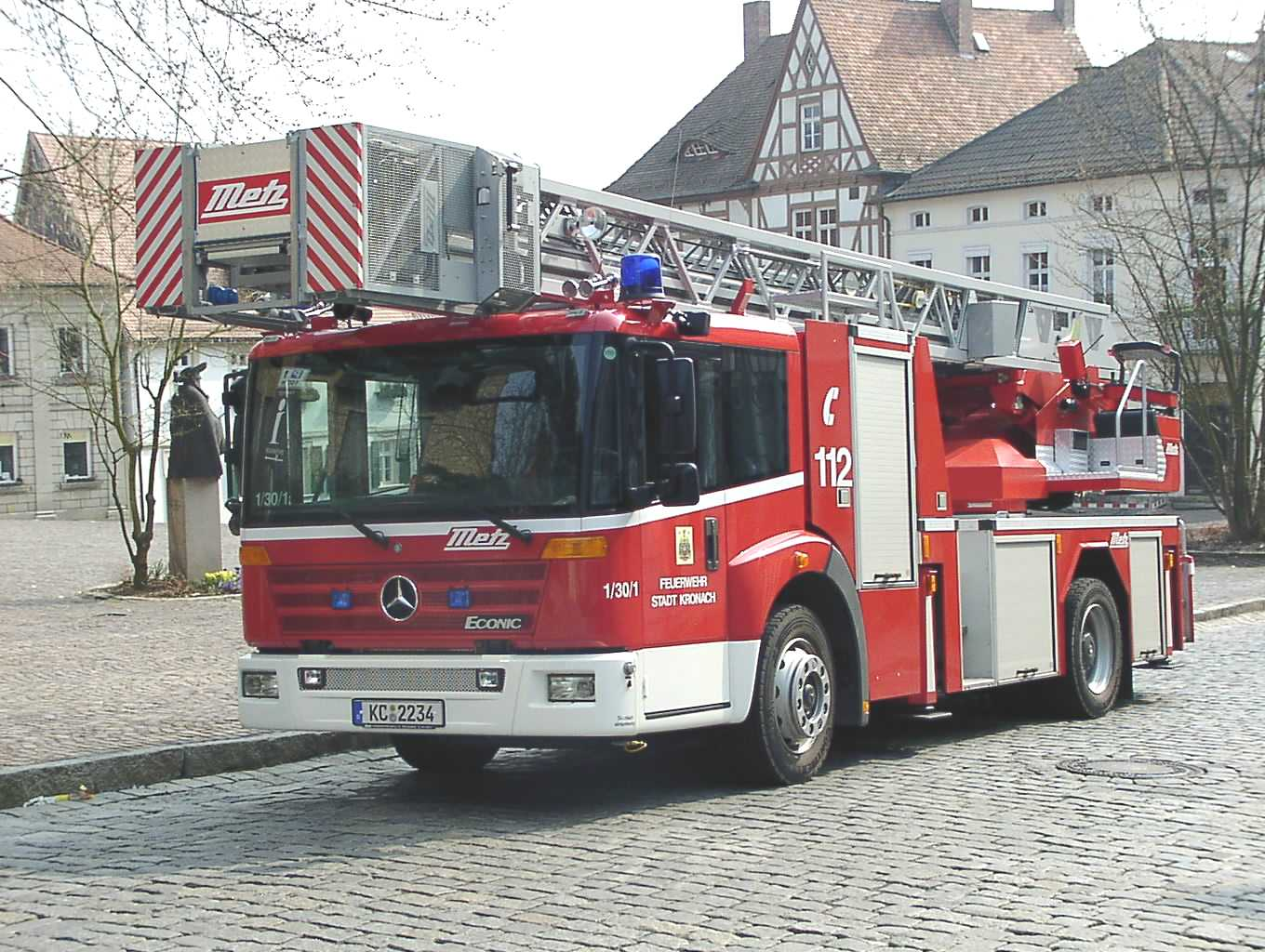
Econic brandweerauto
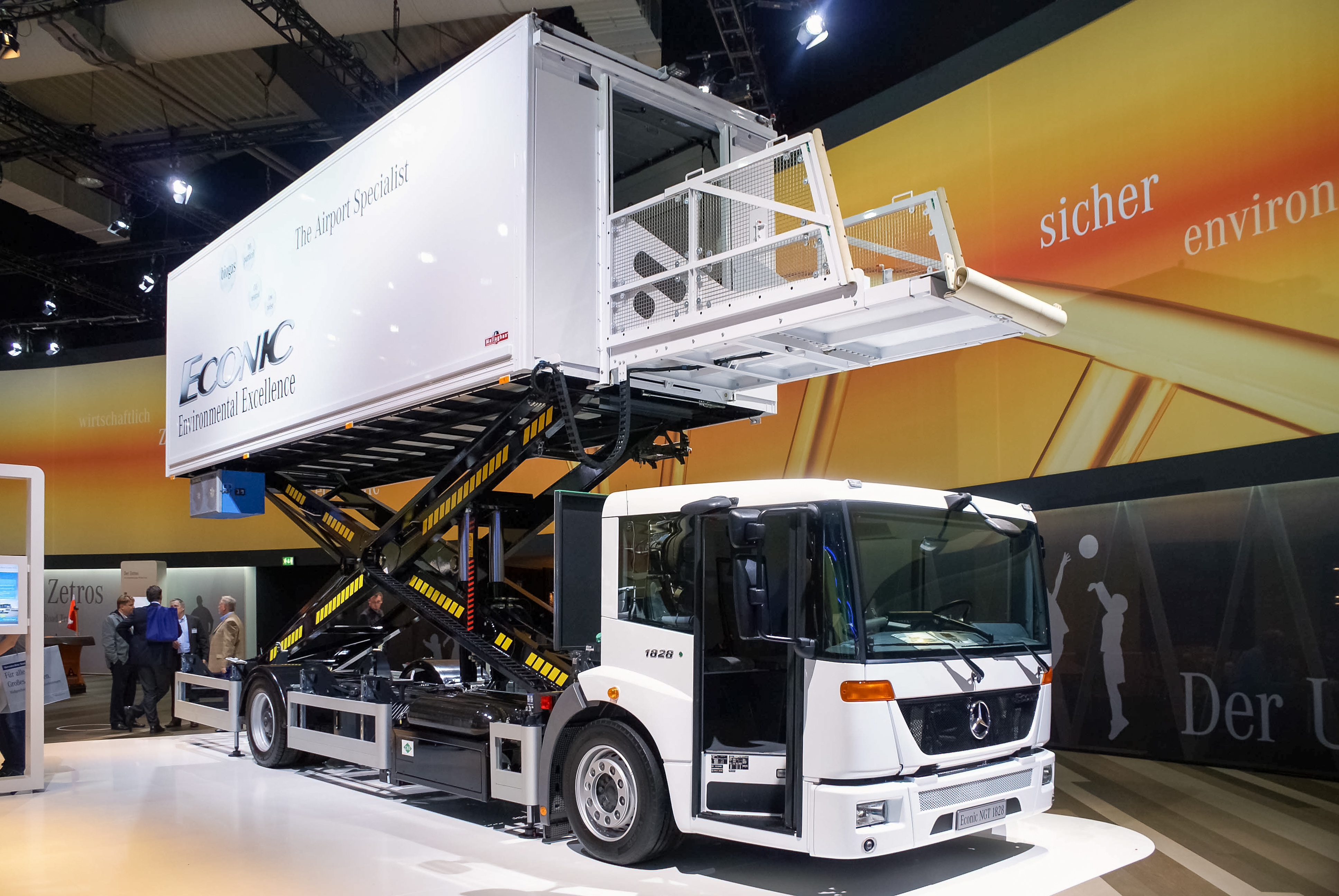
Econic met lage cabine
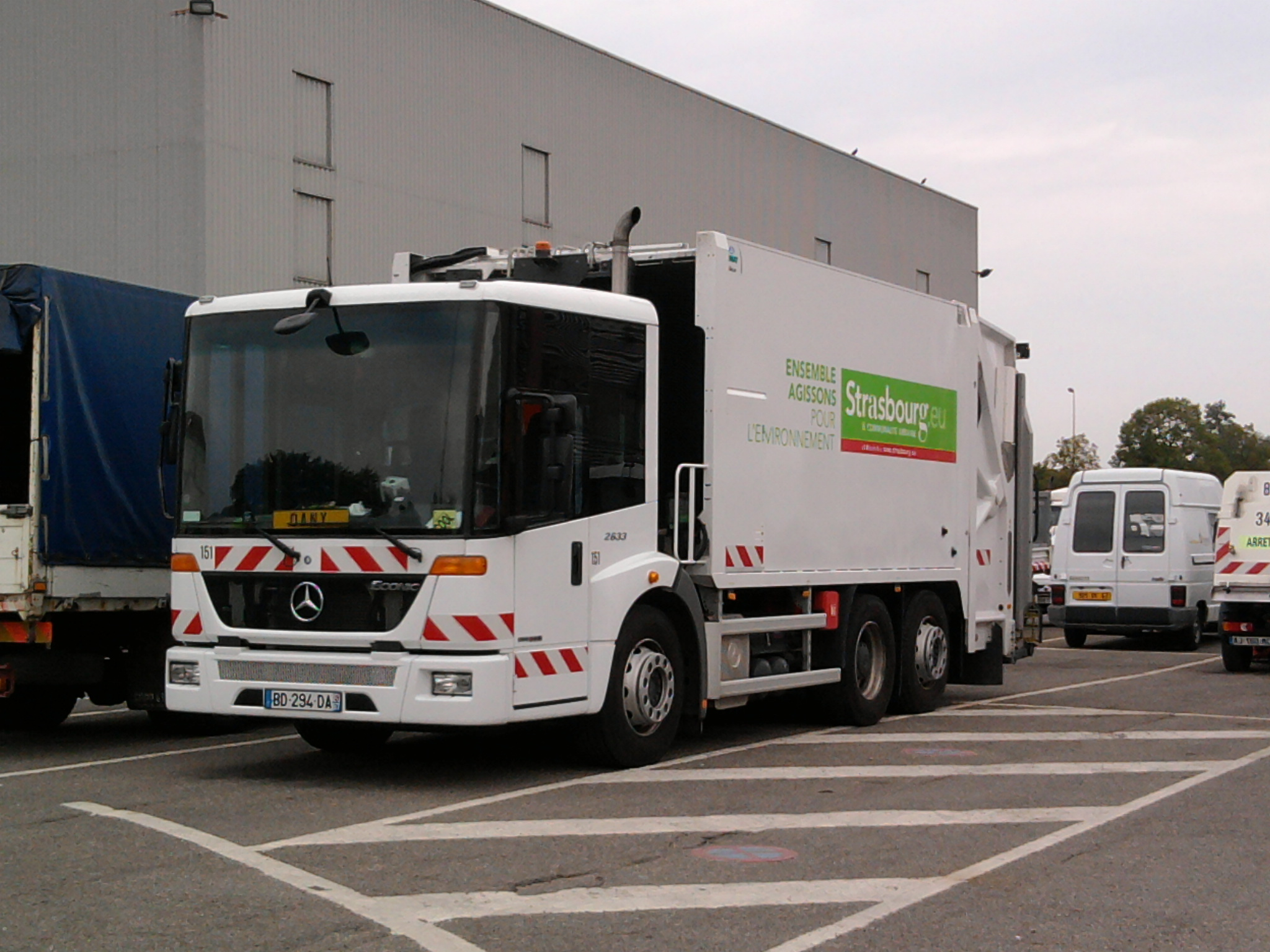
Econic met hoge cabine
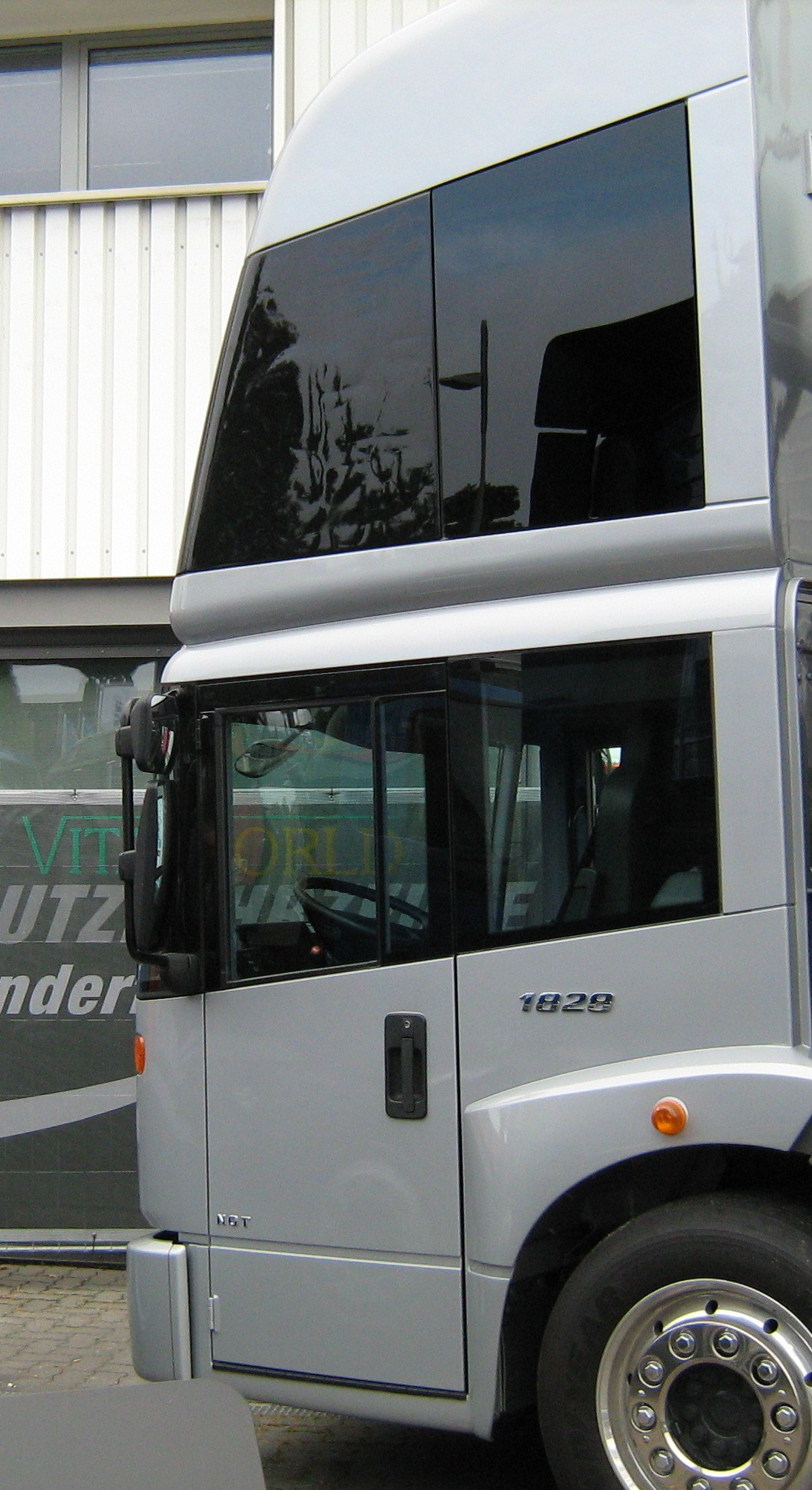
Econic met slaapcabine